# Cliff Bourland
Clifford Frederick "Cliff" Bourland, född 1 januari 1921 i Los Angeles, död 1 februari 2018 i Santa Monica, Kalifornien, var en amerikansk friidrottare.
Bourland blev olympisk mästare på 4 x 400 meter vid sommarspelen 1948 i London.